# Asian Perspectives
Asian Perspectives: The Journal of Archaeology for Asia and the Pacific est une revue scientifique de langue anglaise consacrée à l'histoire et à la préhistoire de l'Asie et de la région Pacifique. Elle se consacre à l'archéologie et propose des articles et des comptes rendus bibliographiques en ethnoarchéologie, paléoanthropologie, anthropologie physique et ethnographie.
Elle a été fondée en 1957 sous le nom de Bulletin of the Far-Eastern Prehistory Association (American Branch), avec l'anthropologue Wilhelm Solheim comme rédacteur en chef, puis a suivi celui-ci dans d'autres institutions. Les volumes II (1958) à VIII (1964) ont été publiés par Hong Kong University Press (en) et les volumes IX (1966) à XI (1968) par l'Institut de Recherche en sciences sociales de l'Université d'Hawaï. University of Hawaii Press en est l'éditeur depuis le volume XII (1969), lui rajoutant le sous-titre A Journal of Archaeology and Prehistory of Asia and the Pacific. En 1992, Solheim a été remplacé par Michael W. Graves et le sous-titre est devenu The Journal of Archaeology for Asia and the Pacific. Miriam Stark de l'Université d'Hawaï en a été la rédactrice en chef de 2000 à 2006, avant la direction collégiale de Deborah Bekken (musée Field), Laura Lee Junker (Université de l'Illinois à Chicago), et Anne P. Underhill (Université Yale).
Le journal paraît chaque année en mars et septembre. Sa première édition électronique a été publiée en 2000 (volume 39) sur le Projet MUSE (en) de Johns Hopkins University Press. Les anciens numéros sont déposés en libre accès au dépôt institutionnel de la bibliothèque Hamilton (en) de l'Université d'Hawaï à Mānoa.